# Condac

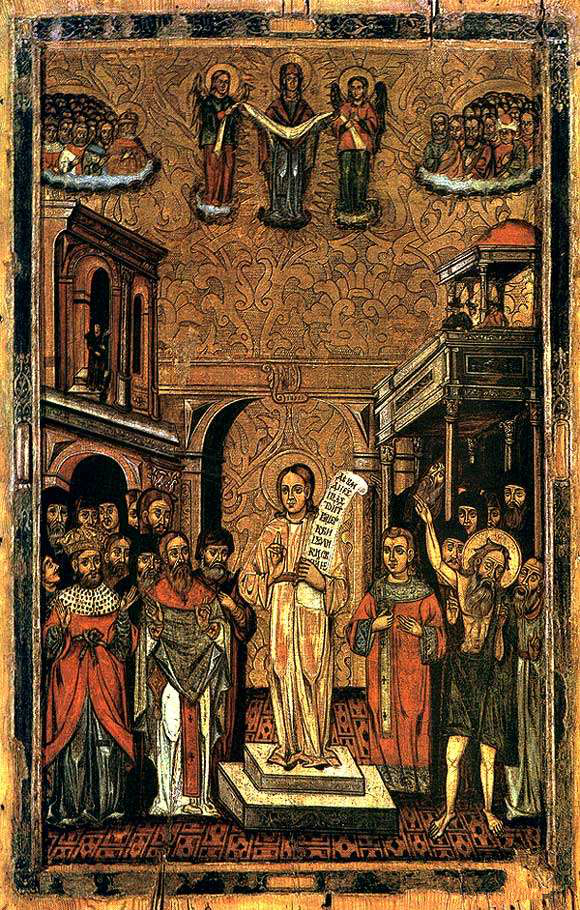
Icoana Sf. Romanos cântând un condac (1649, Malaryta, Belarus).

Condacul (gr. κοντακιον, adică "volum de pergament rulat în jurul unui mic baston de lemn, κοντος sau κονταξ") este compoziție poetică de o strofă, care conține un rezumat al sărbătorii, ceea ce explică originea numelui - κοντος însemnând în grecește "scurt".
Condacul completează troparul sărbătorii și se cântă de obicei pe același glas cu acesta. 
În cadrul unul canon (în minei, octoih, triod sau penticostar), condacul se găsește după cântarea (oda / peasna) a șasea. Se mai cântă și la Sfânta Liturghie la vohodul mic, precum și în rânduiala laudelor mici.
În cadrul acatistelor există 13 treisprezece condace, care rezumă conținutul celor 13 icoase.